# Список терактов Народного фронта освобождения Палестины
Хронология терактов НФОП
| дата                | место                                                                                  | акция | пострадавшие                                                                              | организатор                              |
| ------------------- | -------------------------------------------------------------------------------------- | --- | ----------------------------------------------------------------------------------------- | ---------------------------------------- |
| 23 июля 1968        | Рим—Тель-Авив                                                                          | Три боевика под руководством Лейлы Халед совершили первый в истории политический захват самолёта Эль-Аль и посадили его в Алжире. | Заложников освободили через несколько недель в обмен на 12 террористов.                   | НФОП                                     |
| 26 декабря 1968 год | Афины                                                                                  | Два боевика открыли автоматный огонь по самолёту Эль-Аль в аэропорту и забросали его гранатами. | Погиб один пассажир, тяжело ранена бортпроводница.                                        | НФОП                                     |
| 6 — 8 сентября 1970 | «Поле Доусона», Иордания                                                               | Было захвачено 4 гражданских авиалайнера (попытка захвата самолета Эль-Аль не удалась), один из них был взорван в Каире, 3 — насильно посажены в Иордании и там взорваны. | Один из террористов был убит, стюард «Эль-Аль» — ранен, 300 пассажиров взяты в заложники. | НФОП                                     |
| 30 мая 1972         | Тель-Авив                                                                              | Три боевика Красной армии Японии, под руководством НФОП, открыли автоматный огонь в аэропорту Лод. | 28 погибших (включая 2 террористов), 78 раненных.                                         | НФОП, Красная армия Японии               |
| 27 июня 1976        | самолет компании «Эр Франс», севший по приказу террористов в аэропорту Энтеббе, Уганды | Шесть боевиков НФОП и двое — из германской организации Фракция Красной Армии угнали в Уганду самолет компании «Эр Франс» с 248 пассажиров на борту. В ходе Операции «Энтеббе» ЦАХАЛ освободил заложников. Позже этой операции было дано имя Йонатана Нетаньяху — единственного военнослужащего, погибшего во время её выполнения. | Четверо пассажиров (все — израильтяне) погибло, десять было ранено>                       | Фракция Красной Армии, НФОП              |
| 7 апреля 1980       | кибуц Мисгав-Ям                                                                        | Пятеро боевиков организации Хабаша проникли в Израиль из Ливана и захватили детский сад. Они убили секретаря кибуца, который бросился спасать детей, и одного ребёнка. Террористы были уничтожены спецназом, остальные дети физически не пострадали.                                                                              | 2 погибших, в том числе 1 ребенок                                                         | НФОП                                     |
| 3 октября 1980      | Париж                                                                                  | Террористический акт возле синагоги в Париже | 4 погибших, 42 раненых                                                                    | НФОП                                     |
| 6—8 августа 1984    | Самария                                                                                | Четверо боевиков НФОП из числа израильских арабов совершили похищение и убийство Моше Тамама, израильского военнослужащего, подвергнув его пыткам. | 1 погибший                                                                                | НФОП                                     |
| 15 ноября 1986      | Иерусалим                                                                              | Трое боевиков НФОП из числа израильских арабов совершили убийство Элияху Амеди, израильского студента иешивы. | 1 погибший                                                                                | НФОП                                     |
| 27 мая 2001         | Иерусалим                                                                              | Взрыв заминированного автомобиля в центре города сразу после полуночи. | никто не пострадал                                                                        | НФОП                                     |
| 2 июля 2001         | Тель-Авив                                                                              | Взрывы двух заминированных автомобилей. | 6 человек ранено                                                                          | НФОП                                     |
| 17 октября 2001     | Иерусалим                                                                              | Убийство Рехавама Зеэви. |                                                                                           | НФОП                                     |
| 16 февраля 2002     | Карней-Шомрон, Самария                                                                 | Взрыв террориста-смертника в пиццерии торгового центра. | 3 погибших (подростки), около 30 ранено (6 серьёзно)                                      | НФОП                                     |
| 7 марта 2002        | Ариель, Самария                                                                        | Взрыв террориста-смертника в холле гостиницы. | 15 ранено (1 серьёзно)                                                                    | НФОП                                     |
| 19 мая 2002         | Нетания                                                                                | Взрыв террориста-смертника, одетого в форму израильского солдата, на городском рынке. | 3 погибших, 59 ранено (10 серьёзно)                                                       | НФОП и Хамас                             |
| 24 апреля 2003      | Кфар-Саба                                                                              | Взрыв террориста-смертника у здания железнодорожного вокзала. | 1 погибший (охранник), 13 ранено (2 серьёзно)                                             | НФОП и Бригады мучеников аль-Аксы (ФАТХ) |
| 25 декабря 2003     | перекрёсток Гея, Петах-Тиква                                                           | Взрыв террориста-смертника на автобусной остановке. | 4 погибших, более 20 ранено                                                               | НФОП                                     |
| 22 мая 2004         | КПП Бекаот, Иорданская долина                                                          | Взрыв террориста-смертника. | 1 израильтянин и несколько палестинцев ранено                                             | НФОП                                     |
| 1 ноября 2004       | Тель-Авив                                                                              | Взрыв террориста-смертника на рынке «Кармель» (Южный Тель-Авив). | 3 погибших, более 30 ранено                                                               | НФОП                                     |
| 4 февраля 2008      | Димона                                                                                 | Взрыв террориста-смертника. | 1 погибшая, 9 ранено                                                                      | НФОП и Бригады мучеников аль-Аксы (ФАТХ) |
| 18 ноября 2014      | Иерусалим                                                                              | Резня в синагоге «Кеилат Бней Тора» в квартале Хар Ноф в Ирусалиме | 5 убитых, 6 раненных                                                                      | НФОП                                     |
| 29 июня 2015        | Неподалёку от поселения Швут Рахель                                                    | Обстрел машины из обгоняющего автомобиля | 4 раненных, один из которых на следующий день скончался                                   | НФОП                                     |